# Minh Thanh
Minh Thanh là một xã thuộc tỉnh Tuyên Quang, Việt Nam.

## Diện tích, dân số
Xã có diện tích 32,99 km², dân số năm 1999 là 4716 người, mật độ dân số đạt 143 người/km².